# San Mateo Atarasquillo
San Mateo Atarasquillo är ett samhälle i kommunen Lerma i delstaten Mexiko i Mexiko. Orten hade 3 980 invånare vid folkräkningen år 2020.